# 1937
1937 (MCMXXXVII) fue un año común comenzado en viernes según el calendario gregoriano. Fue designado como:
- El año del Buey según el Horóscopo Chino.

## Acontecimientos

### Acontecimientos (enero-junio)
- 1 de enero: en Nicaragua, Anastasio Somoza García asume como presidente con el apoyo del el gobierno de Estados Unidos.
- 1 de enero: en Argentina Comienza la 14.ª edición de Copa América.
- 4 de enero: en México entra en vigor el decreto del presidente Lázaro Cárdenas, creando el parque nacional del volcán Citlaltépetl.
- 8 de enero: en Estados Unidos entra en vigor la tercera acta de neutralidad.
- 23 de enero: en España son fusiladas 19 personas asociadas a CNT por las tropas franquistas.
- 27 de enero: en México en el contexto de la reforma agraria emprendida por el presidente Lázaro Cárdenas del Río, tiene lugar el llamado: Asalto a las Tierras, en el Municipio de Mexicali, fecha que marca el principio del fin de un latifundio extranjero en tierras mexicanas.
- 30 de enero: en Buenos Aires (Argentina) Finaliza la Copa América y Argentina gana su Quinto Título tras ganarle por la mínima diferencia 1-0 a Brasil.
- 2 de febrero: acuerdo ítalo-británico sobre el mantenimiento del statu quo en el mar Mediterráneo.
- 4 de febrero: decreto del Ministerio de Justicia español que dispone la igualdad de derechos civiles para ambos sexos.
- 5 de febrero: en España se inicia la batalla del Jarama, donde los republicanos se enfrentan al ejército franquista. Concluirá el 28 de febrero.
- 6 de febrero: en el marco de la guerra civil española, el Congreso de Estados Unidos establece el embargo de armas destinadas a ambas partes beligerantes.
- 7 de febrero: en Metlaui (protectorado francés de Túnez), 19 mineros mueren a manos de la gendarmería.
- 8 de febrero: Masacre de la carretera Málaga-Almería. El ataque a civiles por parte del mando sublevado contra una columna de desplazados que se dirigía hacia Málaga deja entre 3000 y 5000 muertos, la mayoría civiles.
- 9 de febrero: en Sevilla (España) le es concedido el título de «hijo adoptivo de Sevilla» al general Gonzalo Queipo de Llano.
- 14 de febrero: los republicanos, en el contexto de la guerra civil española, detienen el avance franquista hacia Almería en Albuñol.
- 16 de febrero: en Chile se dictan una serie de normas sobre la colonización de la provincia de Aysén.
- 18 de febrero: En Roma, (Italia) fallece el expresidente colombiano Enrique Olaya Herrera.
- 19 de febrero: durante la guerra civil española, la Legión Cóndor hitleriana bombardea durante cinco horas la ciudad de Albacete, provocando al menos 130 muertes.
- 20 de febrero: en Japón, el partido liberal Rikken Minseitō obtiene la victoria electoral.
- 24 de febrero: la Unión Soviética prohíbe el envío de voluntarios a la guerra civil española.
- 1 de marzo: en Salamanca (España), los embajadores de la Alemania nazi y la Italia fascista presentan sus cartas credenciales a Francisco Franco.
- 1 de marzo: en Moscú, los españoles Rafael Alberti y María Teresa León son recibidos.
- 4 de marzo: el demócrata Franklin D. Roosevelt jura como presidente de Estados Unidos para un segundo mandato.
- 21 de marzo: miembros del Partido Nacionalista de Puerto Rico, en una manifestación pacífica, son asesinados por la policía insular, con el resultado de veinte muertos y unas cien personas heridas en la masacre de Ponce.
- 23 de marzo: concluye la batalla del Jarama, en el transcurso de la guerra civil española, con un contraataque republicano dirigido por el general Miaja, que fue detenido.
- 23 de marzo: el Kuomintang rechaza, en su congreso de Nankín, toda colaboración con los comunistas.
- 31 de marzo: Guerra civil española: comienza la ofensiva sobre Vizcaya, la aviación italiana bombardea Durango Vizcaya (España) causando varios muertos.
- 1 de abril: Birmania se separa de la India y obtiene del Reino Unido estatuto de dominio.
- 19 de abril: se promueve el Decreto de Unificación. Falange Española de las JONS se opone a esta medida y su jefe, Manuel Hedilla, es encarcelado. También se opone Manuel Fal Conde.
- 21 de abril: en Chile se funda el Club Deportivo Universidad Católica.
- 25 de abril: en España, gracias a la ayuda humanitaria de Suecia y Noruega se inaugura el Hospital sueco-noruego (Alcoy).
- 26 de abril: en España, se produce el Bombardeo de Guernica.
- 1 de mayo: el Congreso promulga la ley de neutralidad estadounidense en la guerra civil española.
- 3 de mayo: en Barcelona suceden los días de mayo: anarquistas y POUM se enfrentan a los comunistas y a fuerzas del gobierno.
- 3 de mayo: Cataluña es tomada por guardias de asalto del gobierno.
- 7 de mayo: aparece la literatura de los Amigos de Durruti, llamando a una junta revolucionaria de los representantes obreros.

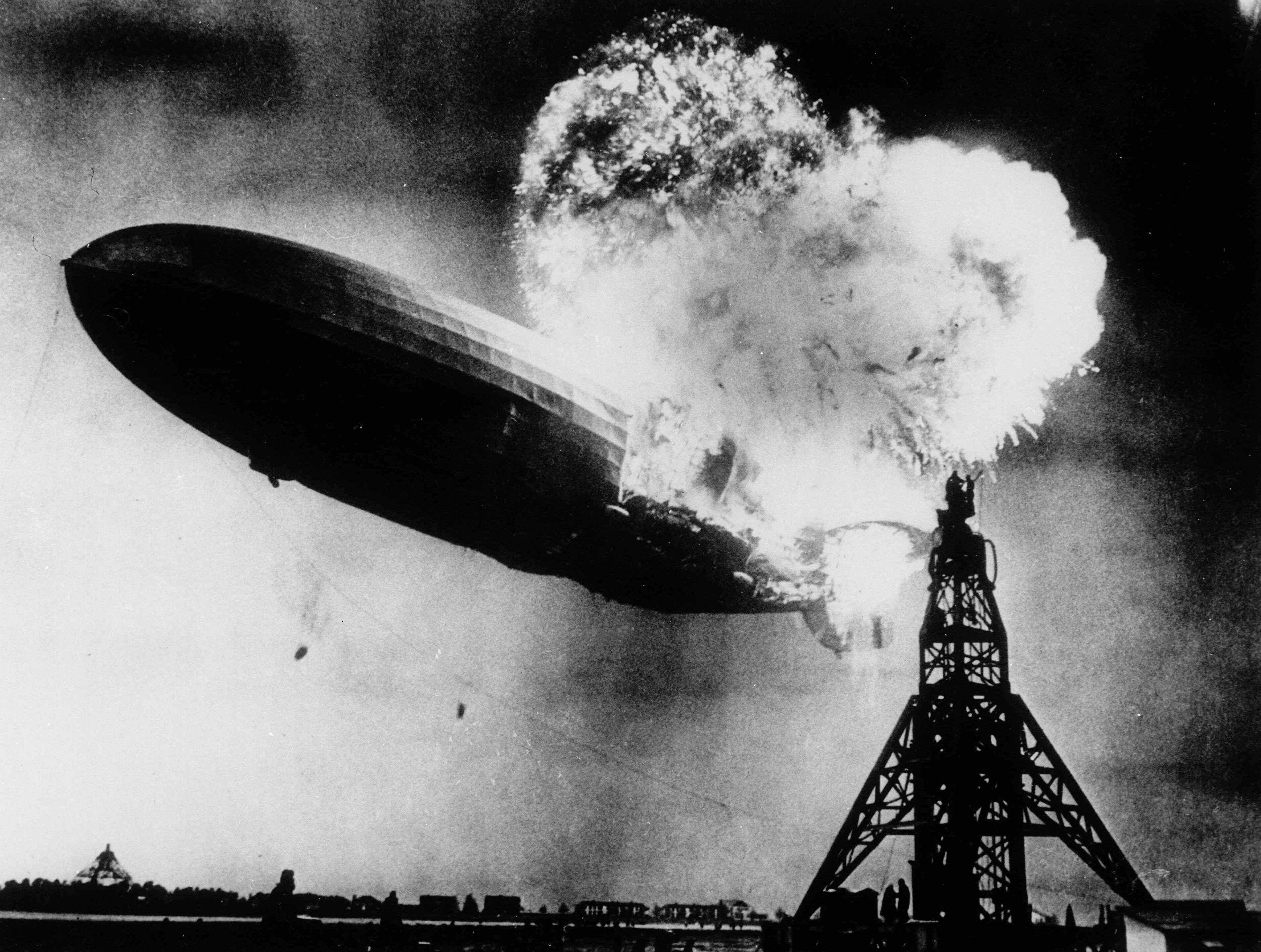
El LZ 129 Hindenburg en el momento de su incendio, 6 de mayo de 1937

- 6 de mayo: en Estados Unidos se incendia el dirigible alemán LZ 129 Hindenburg.
- 12 de mayo: en Reino Unido son coronados Jorge VI e Isabel como reyes del Reino Unido y emperadores de la India
- 17 de mayo: en España, Juan Negrín forma un nuevo gobierno socialista simpatizante de los comunistas.
- 17 de mayo: en España, el capitán de aviación Joaquín García-Morato obtiene la Cruz Laureada de San Fernando.
- 28 de mayo: en Londres, Neville Chamberlain se convierte en primer ministro, y forma un gobierno de coalición.
- 31 de mayo: en España, la Marina de guerra nazi bombardea durante casi una hora la ciudad de Almería por orden directa de Adolf Hitler.
- 1 de junio: nace Morgan Freeman en Memphis, Tennessee.
- 3 de junio: en la Argentina se inaugura la cuarta línea del subterráneo porteño, la Línea D (Subte de Buenos Aires).
- 11 de junio: en la Unión Soviética, Stalin realiza purgas del Ejército Rojo.
- 13 de junio: en Marsella (Francia), se inaugura el Stade Vélodrome.
- 13 de junio: el escritor soviético Alekséi Nikoláievich Tolstói (54) dicta por teléfono su artículo «¡Patria!» para el periódico Izvestia en relación con la sentencia «en el caso de la banda trotskista-bujarinista de Tujachevski, Yakir y otros». El escritor dicta: «No necesito muchas palabras para reconocer al enemigo. Lo reconozco por el brillo alienígena en sus ojos».
- 16 de junio: el POUM es declarado fuera de la ley y se arresta a sus líderes.
- 19 de junio: en España, las tropas franquistas entran en Bilbao.
- 21 de junio: en Francia renuncia en bloque el gobierno del Frente Popular, encabezado por Léon Blum.

### Acontecimientos (julio-diciembre)
- 5 de julio: el KMT y el PCCH realizan un acuerdo para combatir a los japoneses.
- 5 de julio: en Yellow Grass (Saskatchewan) se registra la temperatura más alta en la Historia de Canadá: 45 °C (113 °F).
- 7 de julio: cerca de Pekín sucede el Incidente del Puente de Marco Polo. Se declara la segunda guerra sino-japonesa.
- 12 de julio: se expone al público la obra Guernica del artista, entre otros pintor y escultor, Pablo Picasso, en el Pabellón de la República Española, en el marco de la Exposición Internacional de París
- 23 de julio: Cáceres (España) es bombardeada.
- 25 de julio: en Orizaba, México se registra un terremoto de 7,3 que deja 34 muertos.
- 26 de julio: tropas japonesas avanzan sobre el territorio Chino.
- 28 de julio: Japón ataca a China por sorpresa, tras los incidentes sobre el puente Marco Polo, en Pekín, delimitatorio de la frontera tras la ocupación nipona de la provincia de Yejol. Bombardeo cruzando el Mar de China Oriental (desde Japón) sobre Nankín y Shanghái.
- 1 de agosto: Dos terremotos de 7,0 y 6,7 sacuden la provincia de Shandong dejando 3.252 fallecidos y 12.700 heridos.
- 2 de agosto: en Bolivia se crea la Reforma Agraria y se declara el Día del Indio.
- 2 de agosto: Grote Reber construye el primer radiotelescopio.
- 4 de agosto: en Venezuela, el presidente Eleazar López Contreras funda la Guardia Nacional de Venezuela.
- 10 de agosto: en Aragón (España) irrumpen las fuerzas del general Líster.
- 13 de agosto: ataque japonés con gas sobre tropas chinas.
- 13 de agosto: en Shanghái comienza la lucha entre las tropas japonesas y chinas.
- 31 de agosto: en Bolivia se crea el Consejo Nacional de Economía.
- 1 de septiembre: Gran Bretaña adopta una política de no beligerancia frente a Alemania.
- 8 de septiembre: el Congreso de Núremberg aprueba la nacionalización de las empresas mineras y metalúrgicas y el rearme alemán.
- 27 de septiembre: se declara la extinción el Tigre de Bali, no obstante, durante los años cuarenta (y en menor medida hasta 1972), se produjeron varios avistamientos no confirmados. El avistamiento más reciente fue en 2010.
- 28 de septiembre: en el marco de la guerra civil española, el «caudillo» (dictador) Francisco Franco crea la Fiesta Nacional del Caudillo, que se habría de conmemorar el 1 de octubre de cada año, fecha en que Franco asumió el poder.
- 2 de octubre: en la frontera dominicano-haitiana se produce la masacre del Perejil en la que mueren entre 600 y 12 000 haitianos.
- 25 de octubre: en México se crea la Secretaría de la Defensa Nacional.
- 5 de noviembre: en Alemania, el dictador Adolf Hitler plantea como objetivo la conquista del espacio vital por la fuerza.
- 12 de noviembre: en República Dominicana se inicia el Vuelo Panamericano para conseguir la paz latinoamericana.
- 12 de diciembre: en el río Yangtzé, aviones japoneses hunden la cañonera estadounidense USS Panay.
- 13 de diciembre: en Nankín (China), durante seis semanas el ejército japonés saquea la ciudad, causando 200 000 muertes a la población civil (Masacre de Nankín).
- 21 de diciembre en Estados Unidos se estrena el primer largometraje de walt Disney llamado Snow White and the Seven Dwarfs siendo la primera película animada de Disney en la historia.

## Nacimientos

### Enero
- 1 de enero: 

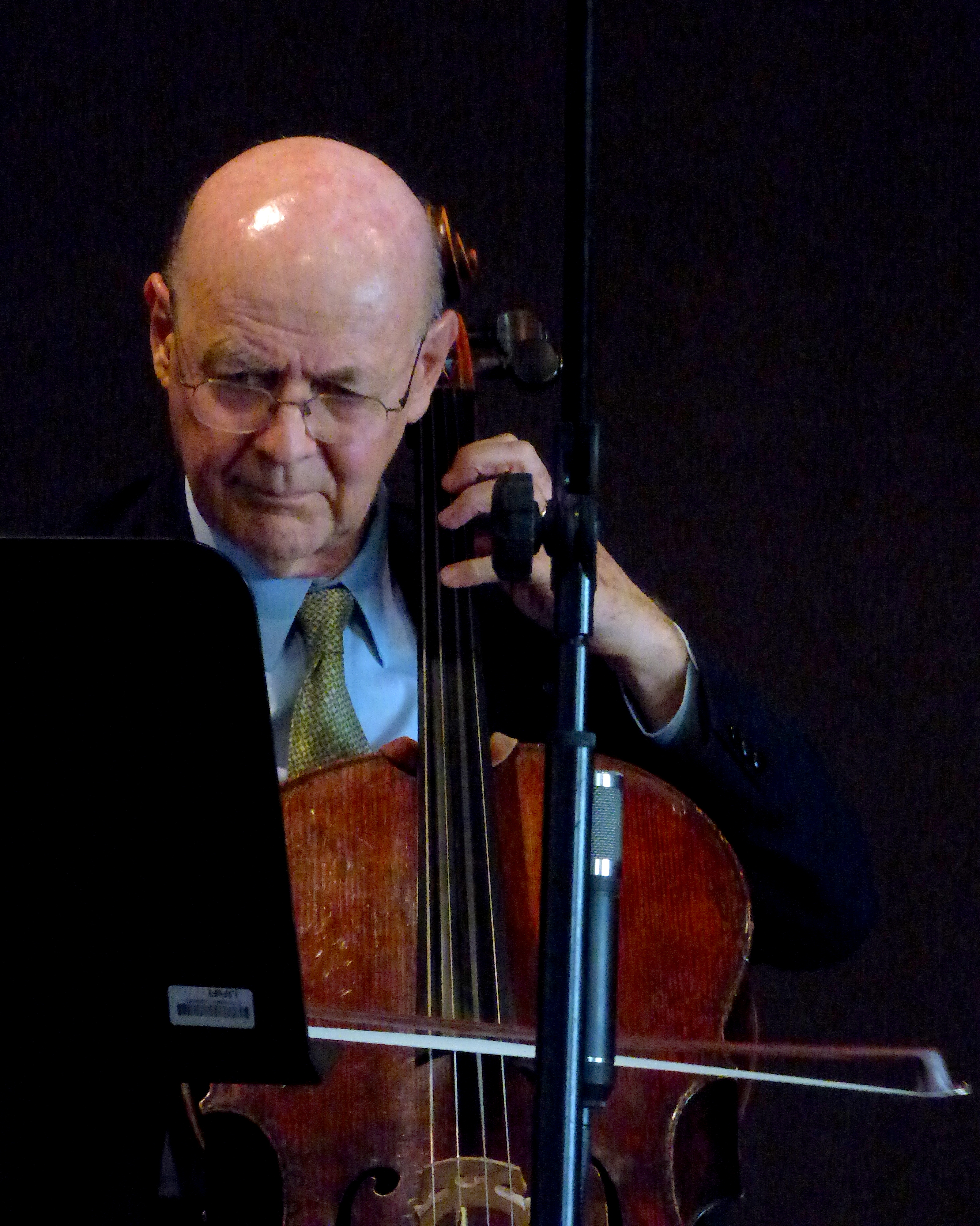
Carlos Prieto Jacqué

  - Akiko Tsuboi, actriz de voz japonesa.
  - Carlos Prieto Jacqué, violonchelista mexicano.
  - Ramón Ayerra, escritor español (f. 2010).
  - Eduardo Martínez de Pisón, catedrático emérito de Geografía de la Universidad Autónoma de Madrid, geógrafo, escritor y alpinista.
- 4 de enero: 
  - Dyan Cannon, actriz estadounidense.
  - Grace Bumbry, cantante de ópera estadounidense.
- 6 de enero: 
  - Paolo Conte, cantautor italiano.
  - Doris Troy, cantante estadounidense, de la banda The Sweet Inspirations (f. 2004).
- 7 de enero: Natividad Barroso, poeta venezolana de origen canario.
- 8 de enero: Shirley Bassey, cantante británica.
- 9 de enero: Enrique Lizalde, actor mexicano (f. 2013).
- 14 de enero: Rafael del Río, actor mexicano (f. 2002).
- 15 de enero: Margaret O'Brien, actriz estadounidense.
- 22 de enero: Edén Pastora, guerrillero, político y militar nicaragüense (f. 2020).
- 23 de enero: Rebeca López, actriz colombiana.
- 27 de enero: John Ogdon, pianista y compositor británico (f.1989).

- 30 de enero: 
  - Boris Spassky, ajedrecista ruso.

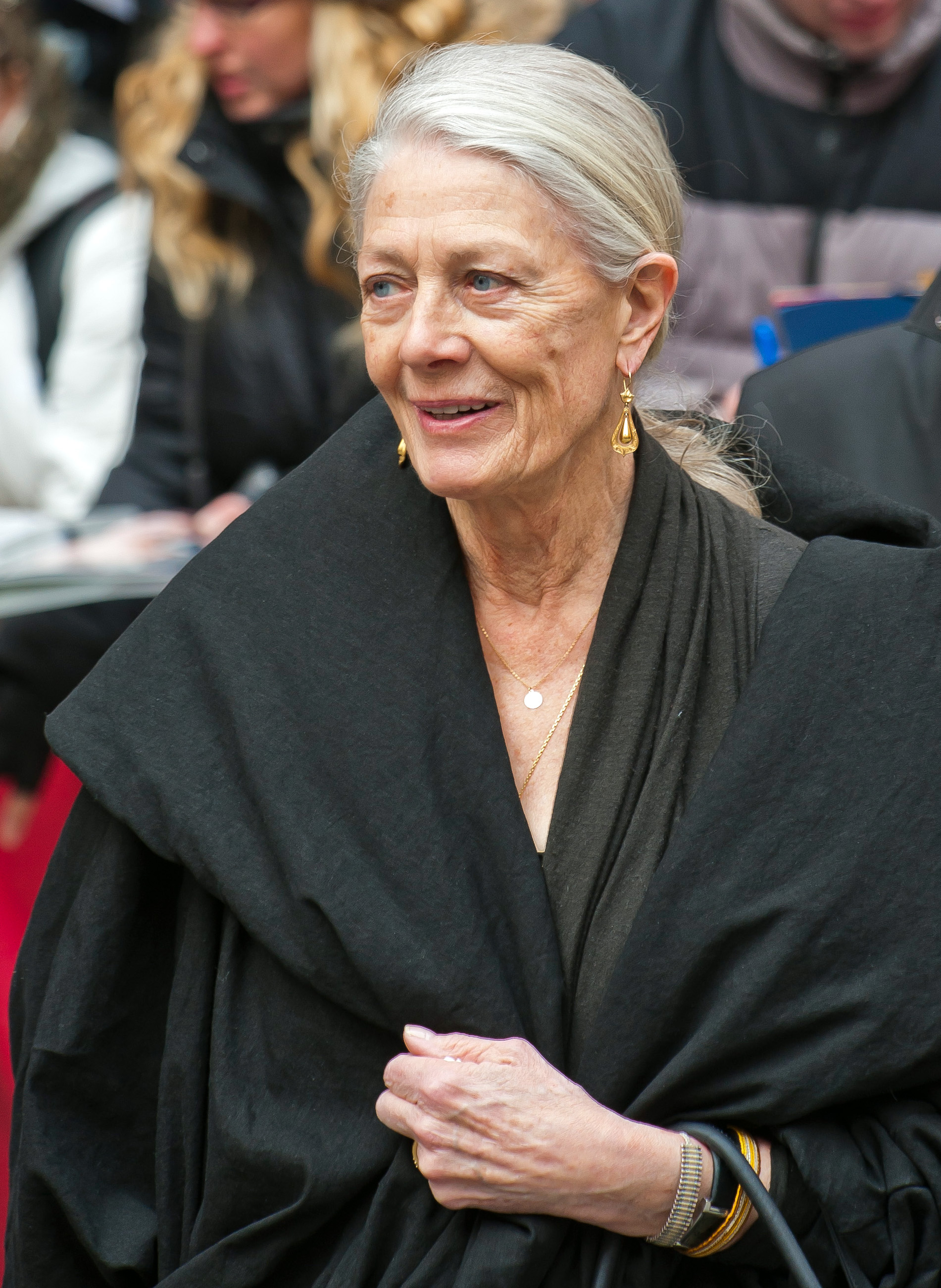
Vanessa Redgrave

  - Vanessa Redgrave, actriz británica.
- 31 de enero: Philip Glass, compositor estadounidense.

### Febrero
- 1 de febrero: 
  - Garrett Morris, actor estadounidense.
  - Gerardo Masana, arquitecto y músico argentino de Les Luthiers (f. 1973).
  - Ray Sawyer, cantante estadounidense (f. 2018).
- 4 de febrero: Félix Grande, poeta español (f. 2014).
- 7 de febrero: Jaime Hurtado, primer diputado afroecuatoriano, dirigente del Movimiento Popular Democrático (f. 1999).
- 9 de febrero: 
  - Hildegard Behrens, soprano alemana (f. 2009).
  - Tony Maggs, piloto de automovilismo sudafricano (f. 2009).
- 10 de febrero: Jorge Yáñez, actor, escritor y folclorista chileno.
- 14 de febrero: Magic Sam, guitarrista y cantante estadounidense de blues (f. 1969).
- 15 de febrero: 
  - Coen Moulijn, futbolista neerlandés (f. 2011).
  - Eladio Viñuela, químico y biólogo molecular español (f. 1999).
- 20 de febrero: Nancy Wilson, cantante melódica estadounidense de jazz, el R&B, el soul y el pop.
- 21 de febrero: Gary Lockwood, actor estadounidense.
- 21 de febrero: Harald V, rey noruego.
- 25 de febrero: 
  - Severo Sarduy, narrador, poeta, periodista, crítico de literatura y arte cubano (f. 1993).
  - Tom Courtenay, actor británico.
  - Nazario Pardini, essayista, poeta, crítico literario y bloguero italiano.
- 26 de febrero: Alejandra Meyer, actriz mexicana (f. 2007).
- 27 de febrero: Barbara Babcock, actriz estadounidense.
- 28 de febrero: Paolo Bonacelli, actor italiano.

### Marzo
- 2 de marzo: Abdelaziz Bouteflika, político argelino.
- 3 de marzo: Bobby Driscoll, actor estadounidense de cine y televisión (f. 1968).
- 4 de marzo: José Araquistáin, futbolista español
- 5 de marzo: 
  - Sal Borgese, actor italiano.
  - Olusegun Obasanjo, político y militar nigeriano.
- 6 de marzo: Valentina Tereshkova, cosmonauta rusa.
- 8 de marzo: Juvénal Habyarimana, presidente ruandés (f. 1994).
- 11 de marzo: 
  - María Auxiliadora Delgado de Vázquez, esposa de Tabaré Vázquez primera dama de Uruguay de 2005 a 2010 y de 2015 a 2019 (f. 2019).
  - Carlos Larrañaga, actor español (f. 2012).

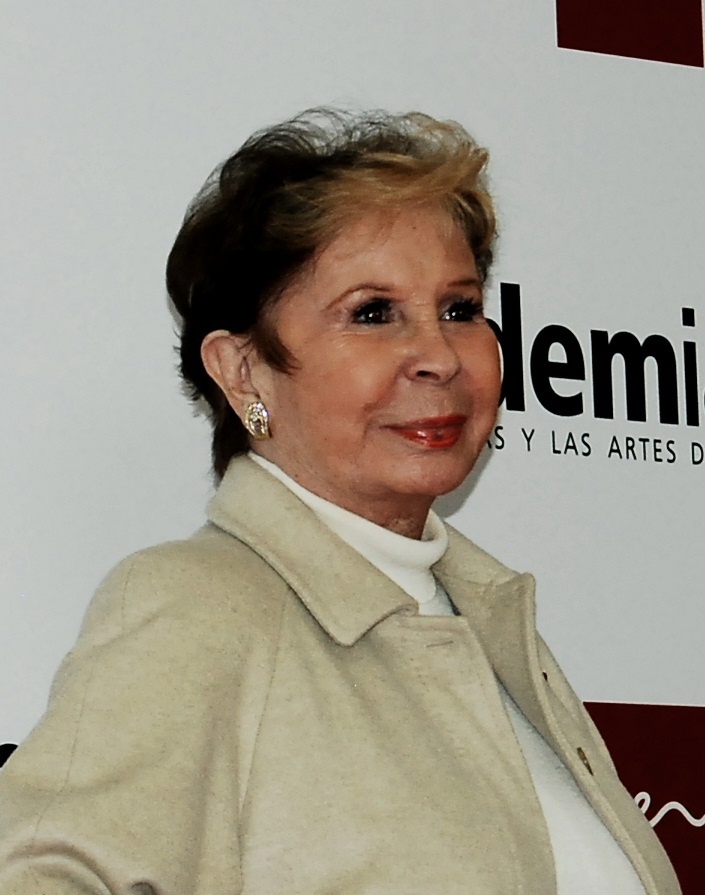
Lina Morgan

- 20 de marzo: Lina Morgan, actriz española (f. 2015).
- 21 de marzo: Pierre-Jean Rémy, diplomático y escritor francés (f. 2010).
- 23 de marzo: Moacyr Scliar, escritor y médico brasileño (f. 2011).
- 24 de marzo: Evangelina Martínez, actriz mexicana.
- 30 de marzo: Warren Beatty, actor estadounidense.

### Abril
- 5 de abril: 
  - Colin Powell, político y militar estadounidense (f. 2021).
  - Juan Lezcano, futbolista paraguayo (f. 2012).
- 6 de abril: 
  - Merle Haggard, cantautora y guitarrista estadounidense, de las bandas The Strangers y The Buckaroos (f. 2016).
  - Peter Maivia, luchador samoano-estadounidense (f. 1982).
  - Billy Dee Williams, actor estadounidense.
- 10 de abril: Emile Barron, futbolista surinamés (f. 2015).
- 13 de abril: Edward Fox, actor británico.
- 20 de abril: George Takei, actor estadounidense.

- 22 de abril: 

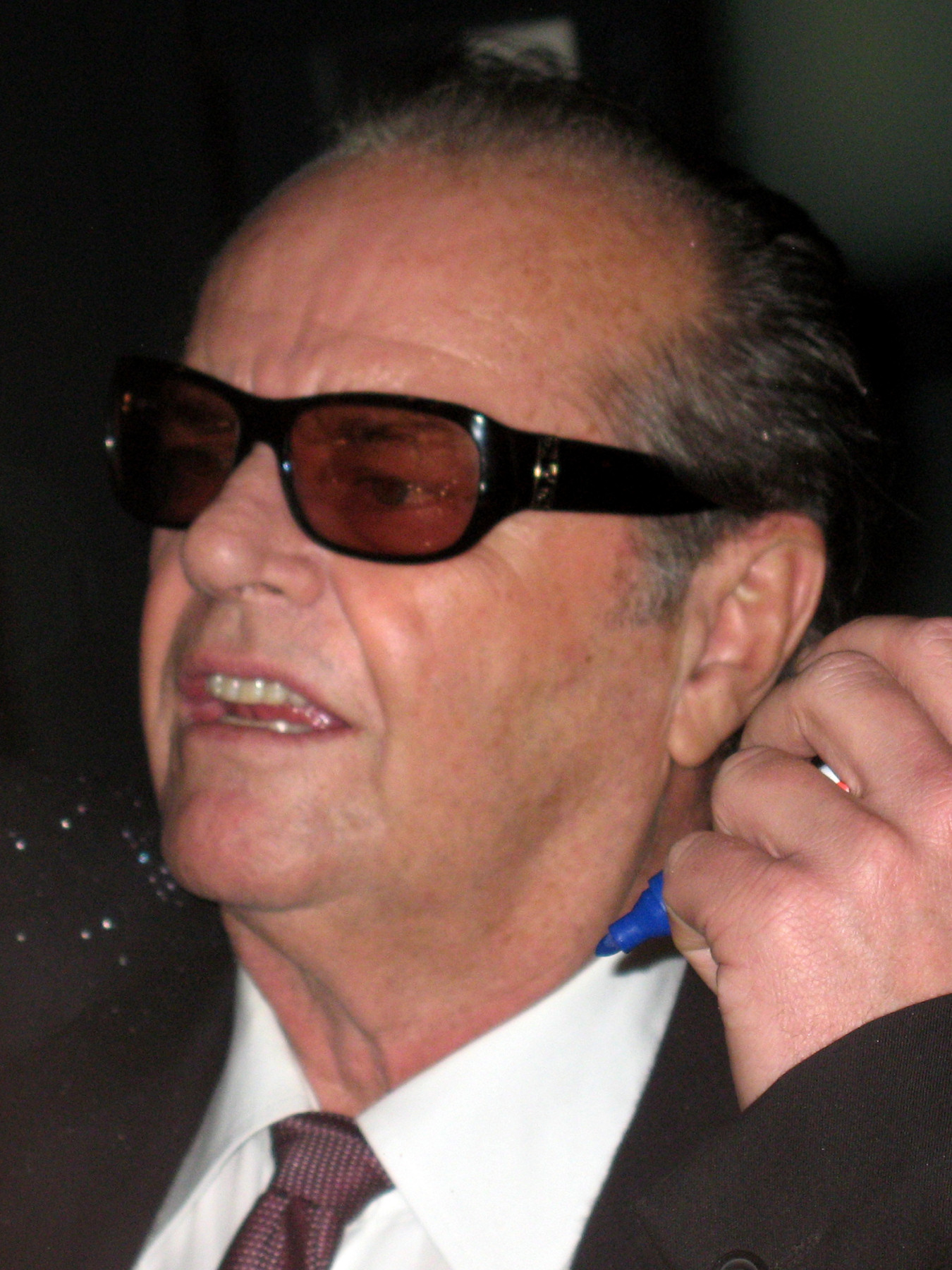
Jack Nicholson

  - Manolo Juárez, pianista, compositor y catedrático argentino (f. 2020).
  - Jack Nicholson, actor y cineasta estadounidense.
- 23 de abril: Adalberto Santiago, cantante puertorriqueño.
- 26 de abril: 
  - Haílton Corrêa de Arruda (Manga), futbolista brasileño.
  - Jean-Pierre Beltoise, piloto francés de automovilismo (f. 2015).
- 28 de abril: Saddam Hussein, dictador iraquí (f. 2006).

### Mayo
- 1 de mayo: Una Stubbs, actriz británica (f. 2021).
- 4 de mayo: 
  - Dick Dale, guitarrista de surf rock estadounidense (f. 2019).
  - Ron Carter, contrabajista estadounidense
- 5 de mayo: Giovan Battista Pirovano, futbolista italiano (f. 2014).
- 6 de mayo: Rubin Carter, boxeador estadounidense (f. 2014).
- 7 de mayo: Domitila Barrios, activista obrera y feminista boliviana (f. 2012).
- 8 de mayo: 
  - Carlos Gaviria Díaz, jurista y político colombiano (f. 2015).
  - Thomas Pynchon, escritor estadounidense.
- 9 de mayo: Rafael Moneo, arquitecto español.
- 12 de mayo: George Carlin, comediante estadounidense (f. 2008).
- 13 de mayo: Roger Zelazny, escritor estadounidense (f. 1995).
- 15 de mayo: 
  - Madeleine Albright, diplomática y política estadounidense de origen checa. (f. 2022).
  - René Drucker Colín, científico mexicano (f. 2017).

### Junio

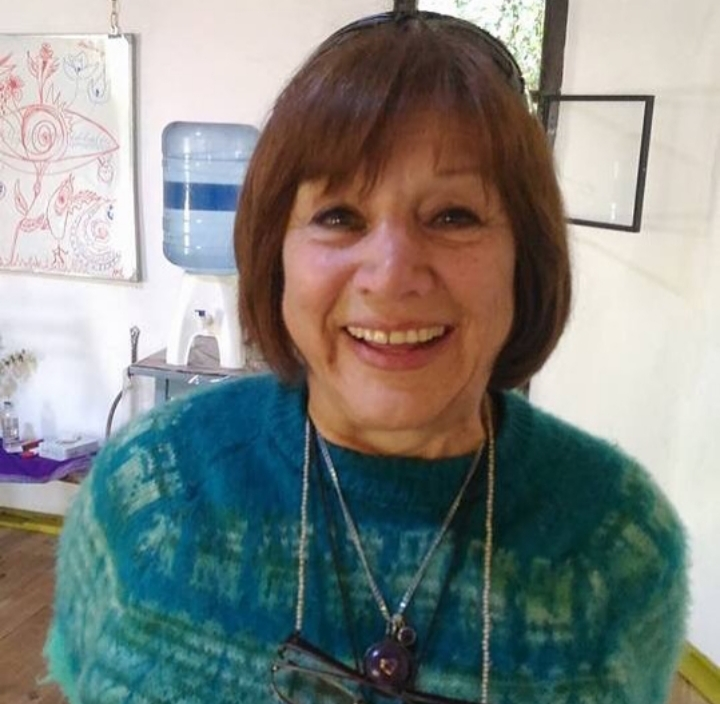
Henny Trayles

- 1 de junio: Morgan Freeman, actor y cineasta estadounidense.

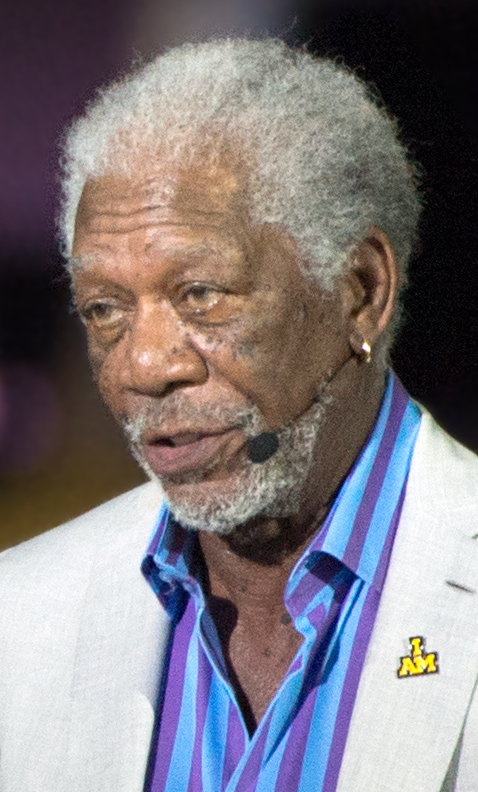

- 3 de junio: Jean-Pierre Jaussaud, piloto de automovilismo francés (f. 2021).
- 4 de junio: Henny Trayles, actriz y humorista uruguaya de origen alemán (f. 2022).
- 7 de junio: Neeme Järvi, director de orquesta y músico estonio.
- 15 de junio: Waylon Jennings, cantante estadounidense (f. 2002).
- 17 de junio: 
  - Cristina Bajo, escritora argentina.
  - Jorge Edgardo D'Ascenzo, futbolista argentino (f. 2010).
  - Egle Martin, actriz, vedette y cantante argentina.(f 2022).
  - Ted Nelson, sociólogo y filósofo estadounidense.
- 23 de junio: Martti Ahtisaari, presidente y diplomático finlandés.

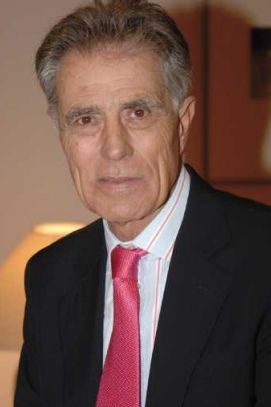
Jesús Hermida

- 27 de junio: Jesús Hermida, periodista y presentador español (f. 2015).

### Julio
- 2 de julio: Polly Holliday, actriz estadounidense.
- 3 de julio: 
  - Tom Stoppard, dramaturgo británico de origen checo.
  - Juan Harvey Caicedo, actor periodista y locutor de radio colombiano (f. 2003).
- 6 de julio: 
  - Dina de Marco, actriz mexicana (f. 1998).
  - Ned Beatty, actor estadounidense (f. 2021).
- 12 de julio: Bill Cosby, comediante estadounidense.
- 18 de julio: Hunter S. Thompson, periodista y escritor estadounidense (f. 2005).
- 27 de julio: José Ignacio Cabrujas, dramaturgo y guionista venezolano (f. 1995).
- 23 de julio: Teolindo Acosta, beisbolista venezolano (f. 2004).
- 25 de julio: Omar Yepes, abogado y político colombiano.
- 28 de julio: 
  - Felipe Cazals, director, guionista y productor de cine mexicano (f. 2021).
  - Francis Veber, director y guionista francés.
- 31 de julio: Mauro Bianchi, piloto de automovilismo belga.

### Agosto
- 2 de agosto: María Duval, actriz y cantante mexicana.
- 3 de agosto: 
  - Patricio Manns, escritor y cantautor chileno.
  - Steven Berkoff, actor y dramaturgo británico.

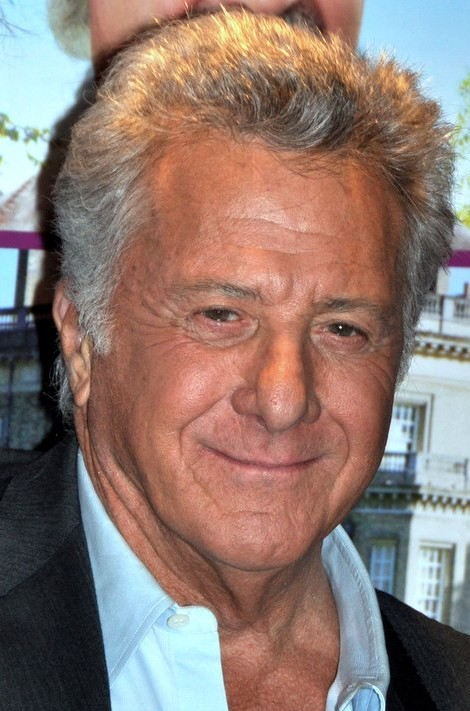
Dustin Hoffman

- 7 de agosto: Monika Ertl, Guerrillera alemana, conocida como la vengadora del Che.
- 8 de agosto: Dustin Hoffman, actor estadounidense de cine.
- 16 de agosto: Lorraine Gary, actriz estadounidense.
- 17 de agosto: Adicea Castillo, economista venezolana.
- 18 de agosto: Miguel Grinberg, escritor y ecologista argentino.
- 26 de agosto: 
  - Blanca Rosa Gil, cantante cubana de boleros.
  - Gennadi Yanáyev, político soviético (f. 2010).
- 30 de agosto: Bruce McLaren, diseñador, piloto e ingeniero de automóviles de carreras neozelandés (f. 1970).

### Septiembre
- 2 de septiembre: Robert Beekes, lingüista, ensayista y catedrático neerlandés (f. 2017).
- 6 de septiembre: Jo Anne Worley, actriz estadounidense.
- 15 de septiembre: Fernando de la Rúa, abogado y político argentino, presidente del país entre 1999 y 2001 (f. 2019).
- 16 de septiembre: Carlos Spadone, empresario argentino.
- 17 de septiembre: Albertine Sarrazin, escritora francesa (f. 1967).
- 21 de septiembre: Amparo Baró, actriz española (f. 2015).
- 22 de septiembre: Ricardo Bowen Cavagnaro, político, empresario y periodista ecuatoriano (f. 2017).
- 23 de septiembre: Agustín Cueva, sociólogo ecuatoriano (f. 1992).
- 26 de septiembre: Lisandro Meza, cantante y compositor colombiano (f. 2023).
- 27 de septiembre: 
  - Felipe Arriaga, cantante y actor mexicano (f. 1988).
  - José Sacristán, actor español.
- 28 de septiembre: Paz Fernández Felgueroso, política española.
- 30 de septiembre: Daniel Filho, director y actor brasileño.

### Octubre
- 2 de octubre: Roberto Herlitzka, actor italiano.
- 3 de octubre: Hermana Theresa Varela, monja y activista argentina.
- 6 de octubre: 
  - Walter Belvisi, arquitecto uruguayo.
  - Mario Renato Capecchi, genetista molecular ítaloestadounidense, premio nobel de medicina en 2007.
- 11 de octubre: Bobby Charlton, futbolista británico (f. 2023).
- 15 de octubre: Linda Lavin, actriz estadounidense.
- 17 de octubre: Ernesto García Calderón, destacado periodista y narrador de noticias peruano (f. 1978).
- 27 de octubre: Tristán, actor y humorista argentino.
- 30 de octubre: Leonorilda Ochoa, actriz mexicana (f. 2016).

### Noviembre
- 2 de noviembre: María Fernanda D'Ocón, actriz española.
- 5 de noviembre: Harris Yulin, actor estadounidense.
- 6 de noviembre: 
  - Riah Abu-El-Assal, obispo anglicano palestino-israelí.
  - Garry Gross, fotógrafo estadounidense (f. 2010).
  - Isaac Wrzacki, cantante argentino (f. 2002).
- 9 de noviembre: Maricarmen Vela, actriz española.
- 10 de noviembre: Albert Hall, actor estadounidense.
- 11 de noviembre: Vittorio Brambilla, piloto italiano de automovilismo (f. 2001).
- 17 de noviembre: Manuel Félix López, político ecuatoriano (f. 2004).
- 19 de noviembre: Tania (Tamara Bunke), activista revolucionaria y guerrillera argentina (f. 1967).

- 20 de noviembre: 
  - René Kollo, tenor alemán.

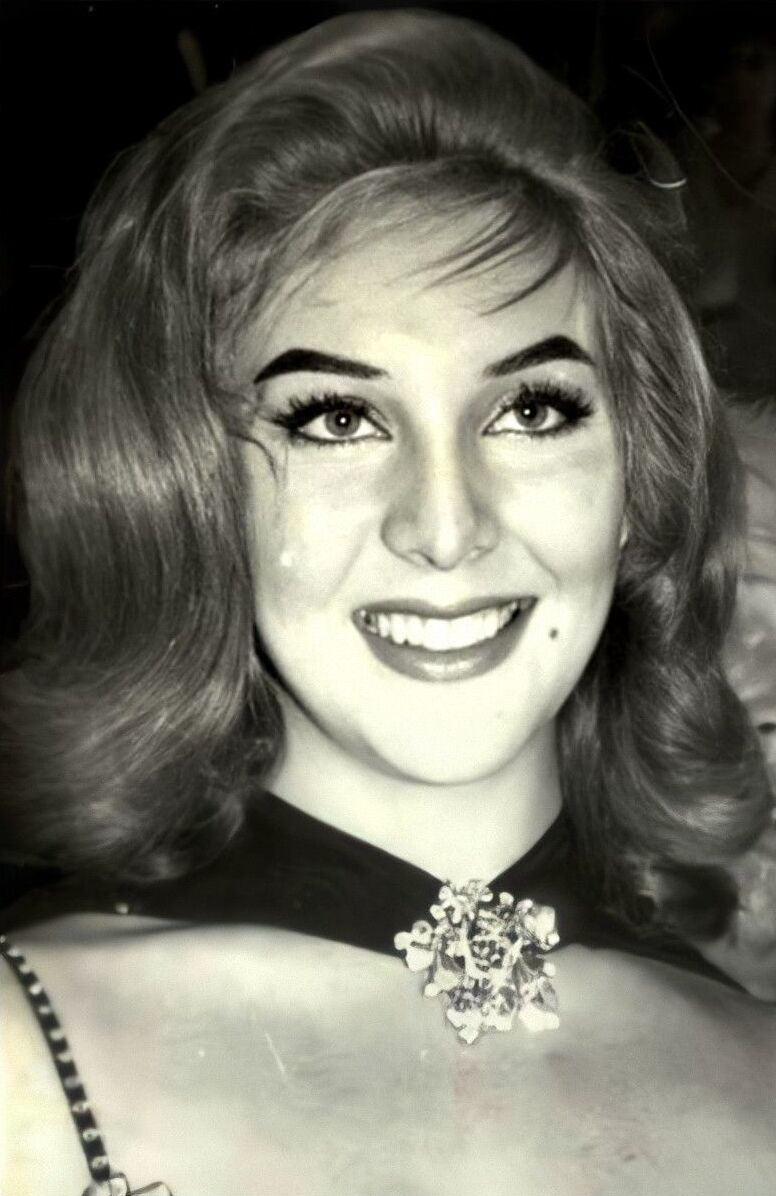
Lorena Velázquez

  - Ruth Laredo, pianista estadounidense (f. 2005).
  - Eero Mäntyranta, esquiador finés (f. 2013).
  - Viktoria Tókareva, escritora y guionista rusa.
- 21 de noviembre: Marlo Thomas, actriz estadounidense.
- 23 de noviembre: Dora Cadavid, actriz colombiana (f. 2022).
- 30 de noviembre: Ridley Scott, cineasta británico.

### Diciembre
- 1 de diciembre: 

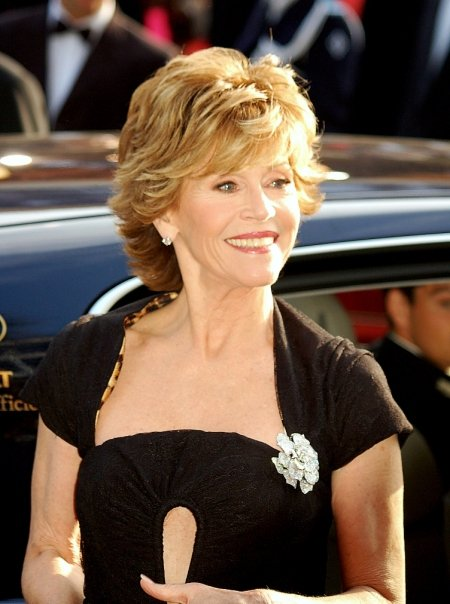
Jane Fonda

  - Mervat Tallawy, diplomática y política egipcia.
  - Vaira Vīķe-Freiberga, política letona.
- 2 de diciembre: Chris Bristow, piloto de automovilismo británico (f. 1960).
- 5 de diciembre: Kim Young-ok, actriz surcoreana.
- 6 de diciembre: Alberto Spencer, futbolista ecuatoriano  (f. 2006).
- 7 de diciembre: Kenneth Colley, actor británico.
- 12 de diciembre: Connie Francis, cantante y actriz estadounidense. (f. 2025).
- 13 de diciembre: Roberto Armijo, poeta salvadoreño  (f. 1997).
- 15 de diciembre: 
  - Mutsuo Takahashi, poeta, ensayista y escritor japonés.
  - Lorena Velázquez, actriz mexicana.
- 16 de diciembre: Ciro Durán, cineasta colombiano (f. 2022).
- 17 de diciembre: John Kennedy Toole, escritor estadounidense (f. 1969).

- 21 de diciembre: 

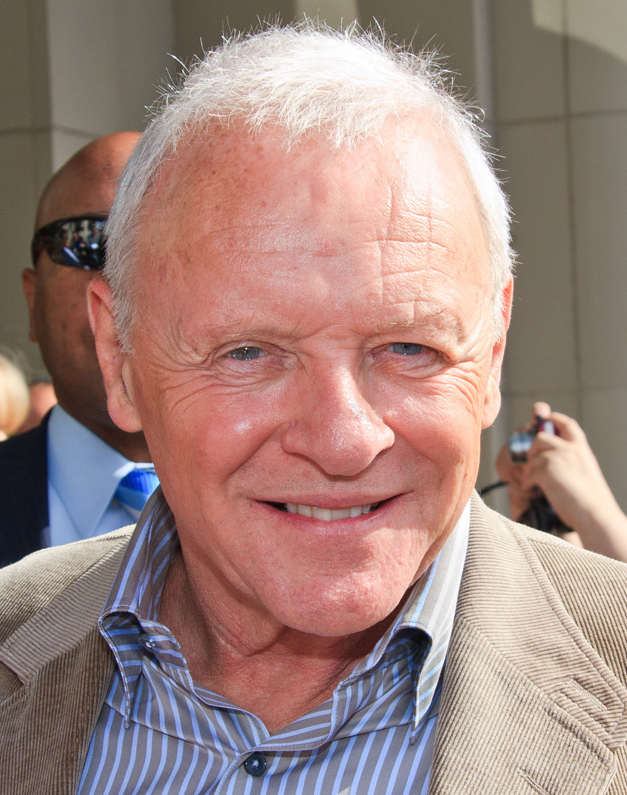
Anthony Hopkins

  - Jane Fonda, actriz estadounidense.
  - Prosper Avril, militar y político haitiano.
- 22 de diciembre: Eduard Uspenski, escritor ruso especializado en literatura infantil (f. 2018).
- 28 de diciembre: Ratan Tata, empresario indio.
- 29 de diciembre: Maumoon Abdul Gayoom, expresidente de las Maldivas.
- 30 de diciembre: 
  - Gordon Banks, futbolista británico (f. 2019).
  - Raquel Olmedo, actriz cubana.
- 31 de diciembre: 
  - Anthony Hopkins, actor británico.
  - Francisco Gabica, ciclista español (f. 2014).

## Fallecimientos

### Enero
- 1 de enero: Bhaktisiddhanta Sárasuati, religioso y escritor bengalí (n. 1874).

### Febrero
- 7 de febrero: Elihu Root, político estadounidense, premio nobel de la paz en 1912 (n. 1845).
- 12 de febrero: Christopher Caudwell, escritor británico (n. 1907).
- 19 de febrero: Horacio Quiroga, cuentista uruguayo (n. 1878).
- febrero: Domingo López Torres, poeta español del Surrealismo (n. 1907)

### Marzo
- 12 de marzo: Juan Torrendell, escritor español (n. 1869).
- 15 de marzo: H. P. Lovecraft (47), escritor estadounidense, autor de relatos de terror y ciencia ficción (n. 1890).
- 17 de marzo: sir Austen Chamberlain, político británico, premio nobel de la paz en 1925.

### Abril
- 27 de abril: Antonio Gramsci, político italiano (n. 1891).

### Mayo
- 13 de mayo: Graciano Antuña, político socialista y sindicalista español (n. 1903).
- 23 de mayo: John D. Rockefeller, empresario y filántropo estadounidense (n. 1837).

### Junio
- 2 de junio: Louis Vierne, organista y compositor francés (n. 1870).
- 3 de junio: Emilio Mola, militar español (n. 1887).
- 7 de junio: Jean Harlow, actriz estadounidense (n. 1911).
- 19 de junio: J. M. Barrie, novelista y dramaturgo británico (n. 1860).

### Julio
- 2 de julio: Amelia Earhart, aviadora y aventurera estadounidense (n. 1897).
- 6 de julio: Carlos Eugenio Restrepo, presidente colombiano entre 1910 y 1914 (n. 1867).
- 9 de julio: Oliver Law, sindicalista y brigadista internacional estadounidense (n. 1899).
- 20 de julio: Guglielmo Marconi, inventor italiano (n. 1874).

### Agosto
- 11 de agosto: Edith Wharton, novelista estadounidense (n. 1862).
- 23 de agosto: Albert Roussel, músico francés (n. 1869).

### Septiembre
- 2 de septiembre: Pierre de Coubertin, pedagogo francés, historiador y fundador de los Juegos Olímpicos modernos (n. 1863).
- 4 de septiembre: Juan Campisteguy, presidente uruguayo (n. 1859).

### Octubre
- 13 de octubre: Ahmed Javad, poeta azerbayano.
- 19 de octubre: Ernest Rutherford, físico y químico británico, premio nobel de química en 1908 (n. 1871).
- 30 de octubre: Avel Yenukidze, político soviético, firmante de la ley de las espigas (n. 1877)

### Noviembre
- 4 de noviembre: Emil Hassler, médico y botánico suizo (n. 1864).
- 4 de noviembre: Eduardo Ladislao Holmberg, botánico, zoólogo y geólogo argentino (n. 1852).

### Diciembre
- 8 de diciembre: Pável Florenski, religioso, filósofo y matemático ruso (n. 1882).
- 9 de diciembre: Nils Gustaf Dalén, físico e ingeniero sueco, premio nobel de física en 1912 (n. 1869).
- 20 de diciembre: Erich Ludendorff, militar alemán (n. 1865).
- 21 de diciembre: Frank Billings Kellogg, político estadounidense, premio nobel de la paz en 1929 (n. 1856).
- 28 de diciembre: Maurice Ravel, compositor francés (n. 1875).

## Arte y literatura
- Pablo Picasso pinta el cuadro Guernica, como denuncia del Bombardeo de Guernica por parte de la aviación nazi alemana en territorio vasco.
- Miguel Hernández escribe Viento del pueblo.
- El escultor español Antonio Pujia llega a la Argentina
- J. R. R. Tolkien publica la novela de El hobbit el 21 de septiembre.
- Agatha Christie: Muerte en el Nilo, El testigo mudo, Asesinato en Bardsley Mews.
- Ernest Hemingway: Tener y no tener.
- John Steinbeck: De ratones y hombres.
- Virginia Woolf: Los años.
- Karel Čapek: La enfermedad blanca.
- J. B. Priestley: Time and the Conways.
- George Orwell: El camino a Wigan Pier.
- Manuel Chaves Nogales: A sangre y fuego. Héroes, bestias y mártires de España.
- Pere Quart: Bestiari

## Ciencia y tecnología
- Walter Oliver describe por primera vez el zifio de Shepherd (Tasmacetus shepherdi).

## Cine

### Estrenos
- 16 de febrero: El viajero sin equipaje, de Jean Anouilh (en París).
- 20 de abril: Ha nacido una estrella (A star is born), de William A. Wellman.
- 8 de junio: La gran ilusión (La grande illusion), de Jean Renoir.
- 11 de junio: Un día en las carreras (A day at the races), de Sam Wood (con los hermanos Marx).
- 21 de octubre: La pícara puritana (The awful truth), de Leo McCarey.
- 21 de diciembre: Blancanieves y los siete enanitos (Snow White and the Seven Dwarfs), de Walt Disney.
- Águila o Sol de Arcady Boytler (México). Primer clásico del actor cómico Cantinflas (Mario Moreno) aunque con menor calidad que sus obras posteriores.
- La buena tierra (The good earth), de Sidney Franklin.
- Capitanes intrépidos (Captains courageous), de Victor Fleming.
- Chicago (In old Chicago), de Henry King.
- Damas del teatro (Stage door), de Gregory La Cava.
- Desayuno para dos (Breakfast for two), de Alfred Santell.
- Gueule d'amour (Gueule d'amour), de Jean Gremillon.
- Horizontes perdidos (Lost horizon), de Frank Capra.
- Huracán sobre la isla (The hurricane), de John Ford.
- Inocencia y juventud (Young And Innocent), de Alfred Hitchcock.
- Olivia (Quality Street), de George Stevens.
- La reina de Nueva York (Nothing sacred), de William A. Wellman.
- Ritmo loco (Shall we dance), de Mark Sandrich (con Fred Astaire y Ginger Rogers).
- Sabu-Toomai, el de los elefantes (Elephant boy), de Robert J. Flaherty y Zoltan Korda.
- Saratoga (Saratoga), de Jack Conway.
- Señorita en desgracia (A damsel in distress), de George Stevens.
- El séptimo cielo (Seventh heaven), de Henry King.
- Siempre Eva (Stand-in), de Tay Garnett.
- Sólo se vive una vez (You only live once), de Fritz Lang.
- Vida fácil (Easy living), de Mitchell Leisen.

Todas las fechas pertenecen a los estrenos oficiales de sus países de origen, salvo que se indique lo contrario.

### Premios y Festivales
- 9.ª edición de los Premios Óscar
  - Mejor Película: El gran Ziegfeld.
  - Mejor dirección: Frank Capra por El secreto de vivir.
  - Mejor actriz: Luise Rainer por El gran Ziegfeld.
  - Mejor actor: Paul Muni por The Story of Louis Pasteur.

- 5ª edición del Festival Internacional de Cine de Venecia.
  - Mejor película extranjera:
    - Carnet de baile, de Julien Duvivier.

  - Mejor película italiana:
    - Escipión, el africano de Carmine Gallone

  - Copa Volpi:
  - Mejor actor: Emil Jannings por Der Herrscher
  - Mejor actrizr: Bette Davis por Kid Galahad y La mujer marcada

## Deporte

### Atletismo
- Del 27 al 30 de mayo se celebra la 10.ª edición del Campeonato Sudamericano de Atletismo, en São Paulo (Brasil).
  - El medallero lo gana la selección de Brasil.

### Ciclismo
- Del 8 al 30 de mayo se disputa la 25.ª edición del Giro de Italia que gana el italiano Gino Bartali.
- Del 30 de junio al 25 de julio se disputa la 31.ª edición del Tour de Francia que gana el francés Roger Lapébie.

### Hockey sobre patines
- Del 14 al 17 de mayo se celebra el XI Campeonato Europeo masculino en la ciudad de Herne Bay (Reino Unido). Inglaterra consigue el triunfo mediante el sistema de liguilla.

### Natación
- Se celebra la 4.ª edición del Campeonato Sudamericano de Natación, en Montevideo (Uruguay).

### Tenis
- Del 24 al 27 de julio se celebra la 32ª edición de la Copa Davis. Estados Unidos se proclama campeón en la final ante Reino Unido.

- Abierto de Australia:
  - Ganadora individual: Nancye Wynne por Australia.
  - Ganador individual: John Bromwich por Australia.

- Abierto de Estados Unidos:
  - Ganadora individual: Anita Lizana por Chile.
  - Ganador individual: Don Budge por Estados Unidos.

- Campeonato de Wimbledon:
  - Ganadora individual: Dorothy Round Little por Reino Unido.
  - Ganador individual: Don Budge por Estados Unidos.

- Torneo de Roland Garros:
  - Ganadora individual: Hilde Krahwinkel Sperling por Alemania.
  - Ganador individual: Henner Henkel por Alemania.

## Música
- En Medellín (Colombia) se realiza el Segundo Congreso Nacional de Música.

## Premios Nobel
- Física - Clinton Joseph Davisson y Sir George Paget Thomson
- Química - Sir Walter Norman Haworth y Paul Karrer
- Medicina - Albert von Szent-Györgyi Nagyrapolt
- Literatura - Roger Martin du Gard
- Paz - Lord Edgar Algernon Robert Gascoyne Cecil (vizconde Cecil de Chelwood).